# Portland Pattern Repository
Portland Pattern Repository (PPR) is een archief van ontwerppatronen voor software - standaardoplossingen voor veelvoorkomende programmeervraagstukken. Er is een begeleidende website, WikiWikiWeb. Deze website was 's werelds eerste wiki, in 1995 ontwikkeld door Ward Cunningham.
In het archief ligt de nadruk op extreme programming. Het wordt beheerd door het bedrijf Cunningham & Cunningham (C2) uit Portland, Oregon (VS). Het motto van de PPR is "people, projects & patterns".